# Runiz
Runiz este un oraș din Iran.